# Pseudohepatica pachyderma
Pseudohepatica pachyderma är en svampart som beskrevs av P.M. Jørg. 1993. Pseudohepatica pachyderma ingår i släktet Pseudohepatica, divisionen sporsäcksvampar och riket svampar.   Inga underarter finns listade i Catalogue of Life.